# St. Francis College
Das St. Francis College (auch St. Francis of Brooklyn, kurz SFC) ist eine US-amerikanische Private Hochschule mit Sitz in Brooklyn Heights, New York City.
Das Saint Francis College wurde 1859 von Mitgliedern der Ordensgemeinschaft der Franziskaner als St. Francis Academy gegründet. Das College war die erste Privatschule des römisch-katholischen Bistums Brooklyn. Im Juni 1885 verlieh das St. Francis College seinen ersten Bachelor of Arts, und sieben Jahre später wurde der erste Bachelor of Science verliehen. Seit 1960 hat das College seinen Sitz in der Remsen Street in Brooklyn. Das St. Francis College ist eine integrative Einrichtung.
Das SFC bietet Diplome, Bachelor- und Master-Abschlüsse in einer Vielzahl von Bereichen an wie:
- Wirtschaft, Rechnungswesen, Unternehmertum
- Humanwissenschaften, soziokulturelle Studien und soziale Gerechtigkeit
- Interdisziplinäre Studien, Geisteswissenschaften und Bildungswissenschaften
- Naturwissenschaften und Gesundheitswissenschaften